# Effetto Lindy

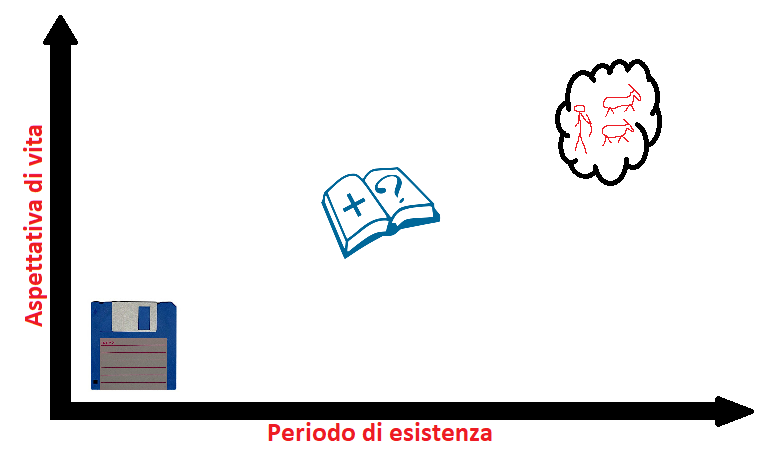
Rappresentazione grafica dell'effetto Lindy in cui sono illustrate tre tecnologie utilizzate per veicolare informazioni (floppy, libri e pittura).

L'effetto Lindy (conosciuto anche come Legge di Lindy) è un ipotetico fenomeno secondo cui la speranza di vita di cose non deperibili (come tecnologie o ideali) è direttamente proporzionale alla loro età. Secondo l'effetto Lindy, se un'ideologia o un'innovazione è sopravvissuta per molto tempo, allora ha un'aspettativa di vita maggiore rispetto a una novità.
Il concetto di longevità implica la resistenza al cambiamento, all'obsolescenza e alla competizione nonché una maggior probabilità di continuare a esistere in futuro. Nei casi in cui l'effetto Lindy risulta applicabile, il tasso di mortalità si riduce con il passare del tempo. Da un punto di vista matematico, l'aspettativa di vita descritta dall'effetto Lindy segue la Distribuzione paretiana.
Il nome dell'effetto Lindy deriva da Lindy's, una catena di negozi di New York in cui è stato informalmente teorizzato da alcuni comici. In seguito, il concetto è stato ripreso da diversi matematici e statistici che lo hanno teorizzato in modo dettagliato. Ad esempio, Nassim Nicholas Taleb (filosofo ed esperto di matematica finanziaria) ha descritto l'effetto Lindy come "distanza da una barriera assorbente".

## Storia
Il nome si riferisce a Lindy's, una catena di negozi di specialità gastronomiche di New York in cui i comici si riunivano tutte le sere per discutere delle novità del mondo dello spettacolo. L'origine del nome è stata descritta da Albert Goldman in un articolo pubblicato nel 1964 su The New Republic intitolato Lindy's Law. In questo articolo Goldman descrive una diceria newyorkese secondo cui il materiale a disposizione dei comici è costante, per cui tanto più intensa è l'esposizione mediatica tanto minore è la loro durata nei palinsesti:
Nel 1982 Benoît Mandelbrot ha usato lo stesso nome per indicare un altro concetto nel suo libro The Fractal Geometry of Nature. Secondo la versione di Mandelbrot, il repertorio dei comici non è prefissato e tanto più spesso il comico appare in televisione tanto più è probabile che continui a essere inserito nei palinsesti. Pertanto, secondo il pensiero di Mandelbrot, da un ricercatore che ha pubblicato diversi studi ci si aspetta che ne pubblichi altrettanti prima di terminare la sua carriera. Qualora il ricercatore dovesse fermarsi, lascerebbe pertanto il suo lavoro di ricerca esattamente a metà.
In Il cigno nero Nassim Taleb ha esteso l'idea di Mandelbrot alle cose non deperibili:
Nel suo libro del 2012 Antifragile Taleb estende esplicitamente l'effetto Lindy a tutto ciò che non ha di necessità un limite (come ad esempio la vita umana) e lo incorpora nella sua più ampia teoria dell'Antifragile:
 Taleb dichiarò che Mandelbrot concordava con lui circa l'estensione della definizione di effetto Lindy:

## Formulazione matematica
Matematicamente, la relazione postulata dall'effetto Lindy può essere espressa come segue, considerando T una variabile casuale corrispondente all'aspettativa dell'oggetto (ad esempio, un comedy show) che assume un valore nel range {\displaystyle c\leq T<\infty } (con limite inferiore di {\displaystyle c\geq 0}):
{\displaystyle \mathrm {E} [T-t|T>t]=p\cdot t}
Nel primo membro è indicata l'aspettativa di vita condizionata {\displaystyle T-t}, dato che {\displaystyle T} è maggiore di {\displaystyle t}. Il parametro {\displaystyle p} nel secondo membro (chiamato "Proporzione Lindy" da Iddo Eliazar) è una costante positiva.
Ciò equivale alla funzione di sopravvivenza in funzione di T:
{\displaystyle \Phi (t):={\text{Pr}}(T>t)=\left({\frac {c}{t}}\right)^{\epsilon }{\text{ , dove }}\epsilon =1+{\frac {1}{p}}}
che corrisponde alla funzione di rischio:
{\displaystyle -{\frac {\Phi '(t)}{\Phi (t)}}={\frac {\epsilon }{t}}={\frac {1+p}{p}}{\frac {1}{t}}}
Pertanto, ciò vuol dire che l'aspettativa di vita {\displaystyle T} segue una distribuzione di Pareto con esponente {\displaystyle \epsilon }.
D'altro canto, solo una distribuzione di Pareto con esponente {\displaystyle 1<\epsilon <\infty } corrisponde a una distribuzione che soddisfa la legge di Lindy, poiché {\displaystyle p} dev'essere positivo e finito (in particolare, {\displaystyle T} deve avere un valore finito). Iddo Eliazar ha proposto una formulazione alternativa della legge di Lindy che utilizza la mediana invece della media per identificare l'aspettativa di vita residua {\displaystyle T-t}, corrispondente a una distribuzione di Pareto per l'aspettativa di vita {\displaystyle T} con esponente {\displaystyle 0<\epsilon <\infty }.